# Sottogruppo di torsione
In matematica, e più specificamente in teoria dei gruppi, il sottogruppo di torsione (talvolta detto componente di torsione o semplicemente torsione) di un gruppo abeliano è l'insieme dei suoi elementi aventi ordine finito.
Un gruppo viene detto di torsione (o periodico) se ogni suo elemento ha ordine finito e libero da torsione se invece ogni suo elemento, a parte l'identità, ha ordine infinito. Sono gruppi di torsione tutti i gruppi finiti.
Il sottogruppo di torsione è un oggetto matematico importante per alcuni risultati sulla struttura dei gruppi, come il teorema di struttura dei gruppi abeliani finiti.

## Sottogruppo dip-torsione
Sia {\displaystyle G} un gruppo e {\displaystyle p} un numero primo; allora il sottogruppo di {\displaystyle p}-torsione di {\displaystyle G} (spesso indicato con {\displaystyle G(p)}) viene definito come segue:
{\displaystyle G(p):=\{g\in G\;|\;\exists k\in \mathbb {N} \;,o(g)=p^{k}\}.}
In altre parole, il sottogruppo di {\displaystyle p}-torsione è l'insieme degli elementi il cui ordine è una potenza di {\displaystyle p.}

## Componente di torsione nei gruppi non abeliani
La componente di torsione di un gruppo non abeliano non è, in generale, un sottogruppo. Per esempio, nel gruppo diedrale infinito, con la rappresentazione:
{\displaystyle \langle s_{1},s_{2}\mid s_{1}^{2}=s_{2}^{2}=1\rangle ,}
{\displaystyle s_{1}} e {\displaystyle s_{2}} sono entrambi elementi del gruppo di torsione, mentre {\displaystyle s_{1}s_{2}} ha ordine infinito.

## Il sottogruppo di torsione è pienamente invariante
Sia {\displaystyle x} un elemento del gruppo {\displaystyle G} avente ordine {\displaystyle m} e sia {\displaystyle \varphi } un endomorfismo di {\displaystyle G}:
{\displaystyle \varphi (x)^{m}=\varphi (x^{m})=\varphi (1)=1.}
Ossia: l'immagine di un elemento avente ordine finito ha ordine finito. Se {\displaystyle T} denota la componente di torsione di {\displaystyle G}, allora {\displaystyle \varphi (T)\subseteq T}.
Se {\displaystyle \varphi } è un automorfismo di {\displaystyle G}, ne segue che {\displaystyle \varphi (T)=T} e quindi {\displaystyle T} è un sottogruppo caratteristico di {\displaystyle G}.